# Cletocamptus helobius
Cletocamptus helobius är en kräftdjursart som beskrevs av Fleeger 1980. Cletocamptus helobius ingår i släktet Cletocamptus och familjen Canthocamptidae. Inga underarter finns listade i Catalogue of Life.